# Palácio do Catete

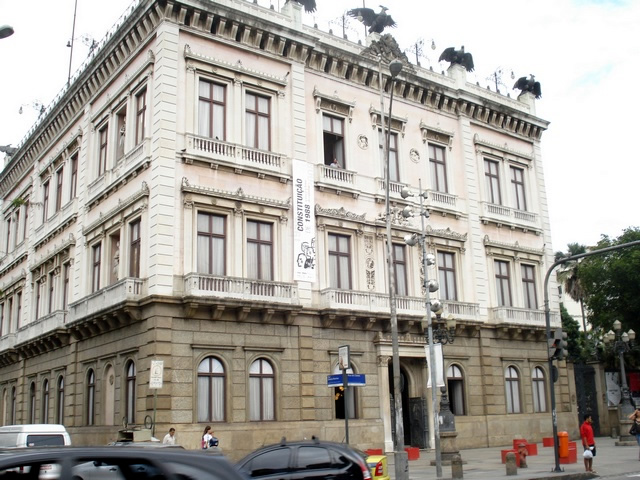
Palácio do Catete

Der Palácio do Catete ist der ehemalige Regierungspalast Brasiliens im Stadtteil Flamengo im Rio de Janeiro. Heute sind in ihm das Museu da República (Museum der Republik) und ein Theater untergebracht.

## Geschichte

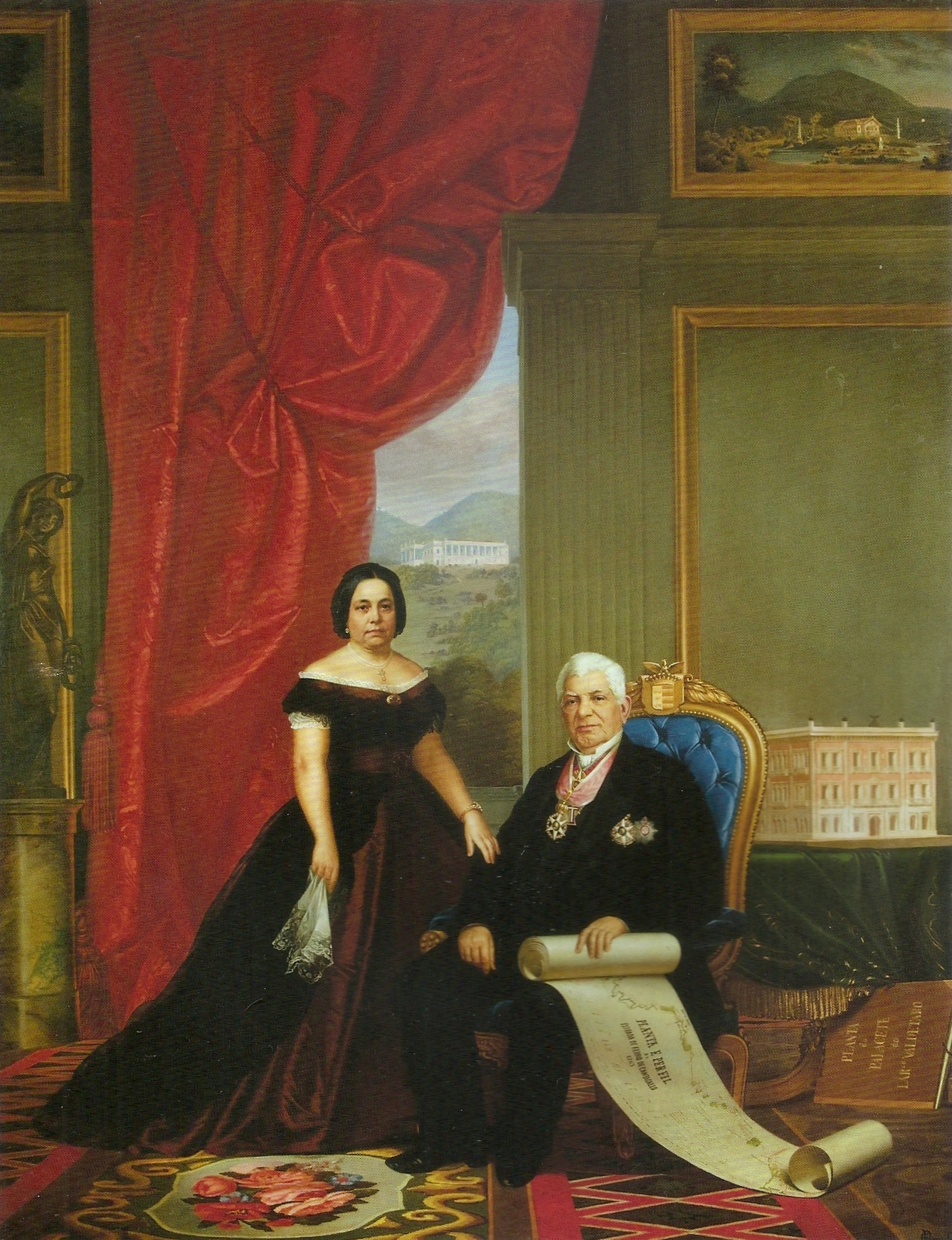
O barão e a baronesa de Nova Friburgo, Öl auf Leinwand, 1867

Erbaut wurde er vom deutschen Baumeister Gustav Wähnelt als Wohnhaus des luso-brasilianischen „Kaffee-Barons“ Antonio Clemente Pinto, Baron von Nova Friburgo. Daher wurde er als Palácio de Nova Friburgo bezeichnet. Nach dem Ende des Kaiserreiches Brasilien 1889 war das Gebäude ein Hotel. 1896 wurde er von der brasilianischen Regierung requisitioniert und als Sitz des Präsidenten in der damaligen Hauptstadt Rio de Janeiro genutzt. Hier nahm sich Präsident Getúlio Vargas 1954 das Leben.
Nachdem Rio seine Funktion als Hauptstadt des Landes an Brasília verloren hatte, wurde der Palast umgebaut und durch den damaligen Präsidenten Juscelino Kubitschek am 15. November 1960 als Museu da República wieder eröffnet. Das Datum wurde bewusst gewählt, da sich an diesem Tag die Ausrufung der Republik Brasilien jährte.

## Der Palácio do Catete heute
Das Museum besitzt etwa 20.000 Bücher, 7000 Exponate und 80.000 Dokumente der Geschichte Brasiliens sowie Kunstwerke, Dokumente und Mobiliar des ehemaligen Präsidenten Getúlio Vargas. Der Bauherr und seine Frau sind in einem Gemälde des Malers Emil Bauch von 1867 in der Ausstellung zu sehen.
Zum Palast gehört ein weitläufiger Garten, der heute als kleiner Volkspark dient. Im April 1938 wurde der Stadtpalast unter der Nr. 153 in die Kulturdenkmalliste eingetragen.